# Labin (żupania splicko-dalmatyńska)
Labin – wieś w Chorwacji, w żupanii splicko-dalmatyńskiej, w gminie Prgomet. W 2011 roku liczyła 97 mieszkańców.